# Motorola Moto G7 Plus
Motorola Moto G7 Plus — смартфон компании Motorola 2019 года выпуска. Бюджетный флагман линейки G7, которая входит в серию Moto G.

## Технические характеристики
- Материалы корпуса: металл (алюминий), стекло (Corning Gorilla Glass 3)
- Операционная система: Android 9.0 Pie
- Сети: GSM, HSPA, LTE, 2 nano-SIM
- Экран: LTPS IPS LCD, диагональ 6,2", разрешение 2270х1080 точки, ppi 405
- Платформа: Qualcomm Snapdragon 636
- Процессор: восьмиядерный, 1,8 ГГц Kryo 260
- Графика: Adreno 509
- Оперативная память: 4 ГБ
- Память для хранения данных: 64 ГБ
- Слот под карту памяти: да, отдельный
- Основная камера: 16 МП f/1.7 (1.22µm, PDAF, OIS) + 5 МП f/2.2 (сенсор глубины)
- Фронтальная камера: 12 МП, 1.25µm
- Звук: разъем 3,5 мм, Dolby Audio
- Интерфейсы: Wi-Fi 802.11 a/b/g/n/ac dual-band, Bluetooth 5.0, NFC, USB 2.0 Type-C
- Навигация: GPS, ГЛОНАСС, Galileo
- Дополнительно: сканер отпечатка, гироскоп, акселерометр, датчик приближения, цифровой компас
- Батарея: 3000 мАч (быстрая зарядка TurboPower 27 Вт)
- Габариты: 157 x 75.3 x 8.3 мм
- Вес: 176 г

## Аккумулятор
В феврале 2019 года ресурс PhoneArena провел тест батареи Moto G7 Plus. Из их отчета следует что, модель Moto G7 Plus обошла по скорости зарядки все модели, которые ранее тестировались в лаборатории. Согласно полученным PhoneArena данным, на 25% телефон заряжается за 10 минут, 43% набирается за 15 минут и 80% за 30 минут. Такая скорость обеспечивается зарядкой TurboPower мощностью 27 Вт, которая идет в комплекте с телефоном. Например, по тем же тестам iPhone 11 Pro Max за 15 минут заряжался на 24%, а 82% зарядки занимает у модели 1 час.

## Программное обеспечение
Moto G7 Plus работает на Android 9.0 Pie. Из коробки в смартфоне установлены два приложения от компании Яндекс: Яндекс.Браузер и Яндекс. В конце марта 2019 года разработчики выложили в открытый доступ прошивку данной модели.
Знаменитый рингтон "Hello Moto" есть, но в обновленном звучании.

## Продажи
22 февраля 2019 года в Москве прошла презентация линейки Moto G7. Предзаказ на модель Moto G7 Plus в России был открыт 30 мая, прямые продажи начались 11 июня. Первоначальная стоимость составляла 22 990 рублей, к ноябрю цена была снижена до отметки в 18 990 рублей.
Модель доступна в двух цветах: "Глубокий Индиго" и "Viva Red".